# Eiche in Witzmoning

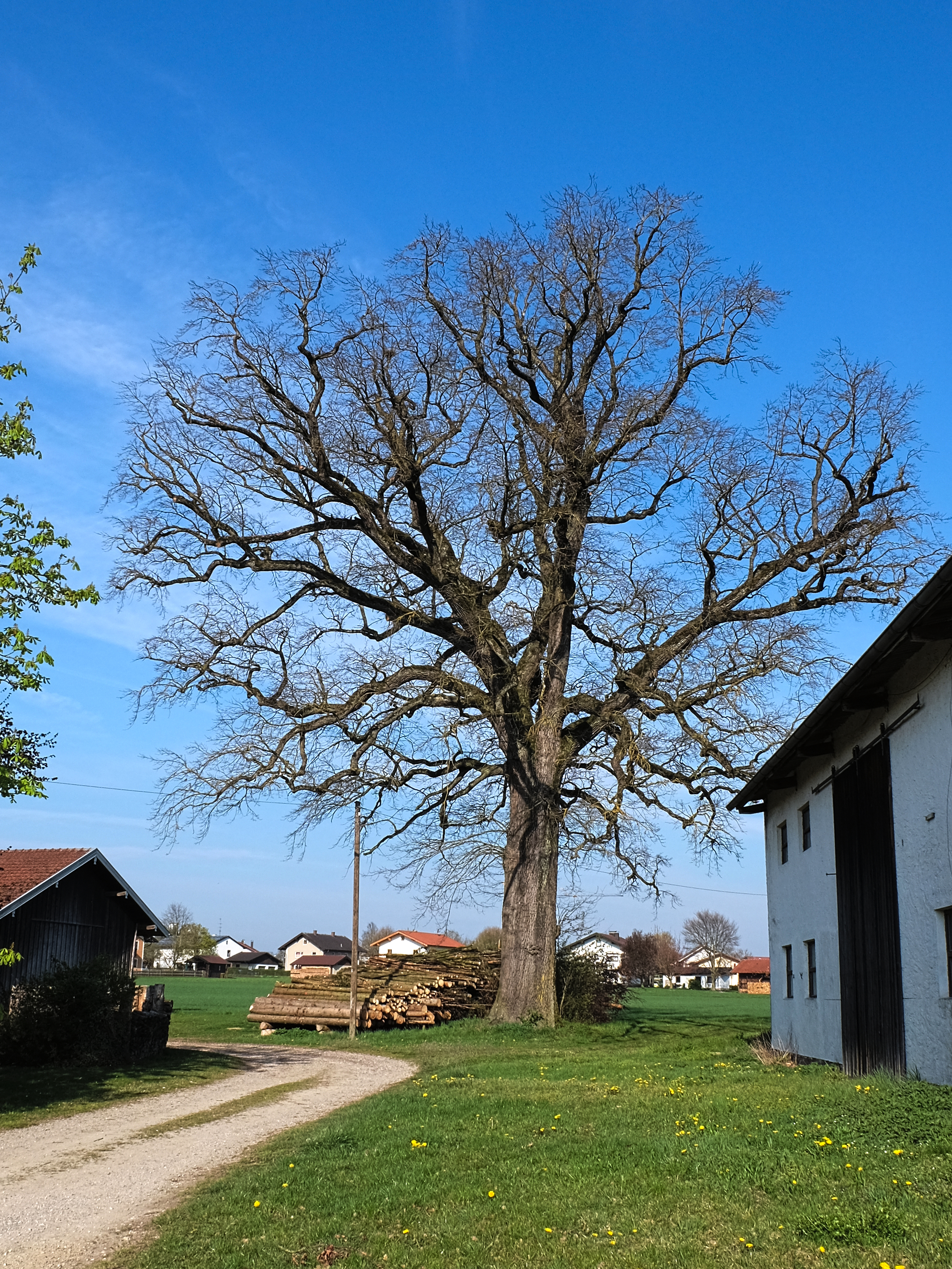
Eiche in Witzmoning
ND-01262

Die Eiche in Witzmoning  steht im Weiler Witzmoning in der Gemeinde Tacherting, im Landkreis Traunstein.
Sie wurde im Juni 1982 als Naturdenkmal unter Schutz gestellt und wird vom Bayerischen Landesamt für Umwelt unter ND-01262 gelistet.

## Schutzzweck
Zweck der Verordnung ist es, den Baum wegen seiner Schönheit und Seltenheit zu erhalten.